# Gemeinsame Hilfe bei der Unterstützung von Projekten in europäischen Regionen
Die Gemeinsame Hilfe bei der Unterstützung von Projekten in europäischen Regionen, kurz JASPERS (von engl. Joint Assistance to Support Projects in European Regions) ist eine Initiative von EU-Kommission, Europäischer Investitionsbank (EIB) und Europäischer Bank für Wiederaufbau und Entwicklung (EBRD), die 2006 ins Leben gerufen wurde. 
Ziel ist es, die strategische, technische und wirtschaftliche Identifizierung und Vorbereitung von Projekten zu unterstützen, die Kofinanzierung von der EU im Rahmen von sog. Strukturfonds  (z. B. Europäischem Fonds für regionale Entwicklung) bekommen sollen. Jeder Mitgliedstaat, der für solche Kofinanzierung berechtigt ist (ganz oder in bestimmten Teilen bzw. Regionen), kann die Unterstützung von JASPERS in Anspruch nehmen.
Als Steering Committee fungieren je zwei Mitglieder von EU-Kommission, EIB und EBRD.

## Projektbereiche
Kernprojektbereiche sind:
- Roads
- Rail, Air and Maritime
- Water and Wastewater
- Energy and Solid Waste
- Smart Development

Dabei bildet der Bereich Verkehrsinfrastruktur aufgrund des sehr hohen Investitionsbedarfs bzw. Finanzierungsvolumens die wichtigste Säule. 
Darüber hinaus treibt JASPERS auch die Verbreitung und den Austausch von Know-how durch das Networking Platform and Competence Center voran. Schließlich begutachtet die Abteilung IQR (Independent Quality Review) bereichsübergreifend die eingereichten Projektanträge der unterstützten Länder im Auftrag der Europäischen Kommission. 
Die Zentrale befindet sich in Luxemburg bei der EIB, zu der JASPERS organisatorisch angegliedert ist. Weitere Büros befinden sich in Brüssel sowie in Warschau, Wien und Bukarest (Regionalbüros).